# Lara González Ortega
Lara González Ortega (* 22. Februar 1992 in Santa Pola) ist eine spanische Handballspielerin.

## Karriere
Lara González Ortega spielte bis 2012 beim spanischen Verein CB Elche, mit dem sie in der Saison 2009/10 am EHF-Pokal teilnahm. Dann wechselte die 1,84 Meter große Rückraumspielerin zum französischen Erstligisten Metz Handball. Mit Metz erreichte sie 2013 das Finale des EHF-Pokals, wo Metz dem dänischen Team Tvis Holstebro unterlag, und gewann 2013 und 2015 den französischen Pokal sowie 2013 und 2014 die Meisterschaft. In der Saison 2015/16 stand sie beim ungarischen Erstligisten Siófok KC unter Vertrag. Anschließend schloss sie sich dem dänischen Erstligisten Team Esbjerg an. Mit Esbjerg gewann sie 2017 den dänischen Pokal. Ab der Saison 2018/19 stand sie beim französischen Erstligisten Entente Sportive Bisontine Féminin unter Vertrag. Im Sommer 2021 wechselte sie zum Ligakonkurrenten Paris 92. Seit der Saison 2023/24 steht sie beim rumänischen Erstligisten Rapid Bukarest unter Vertrag. Sie wird im Sommer 2025 zum Ligakonkurrenten HC Dunărea Brăila wechseln.
González Ortega gehört zum Kader der Spanischen Nationalmannschaft, für die sie bis April 2024 insgesamt 176 Länderspiele bestritt, und mit der sie bei der Europameisterschaft 2014 in Ungarn und Kroatien die Silbermedaille gewann. Sie nahm an den Olympischen Spielen 2016 in Rio de Janeiro teil. 2018 errang sie die Goldmedaille bei den Mittelmeerspielen. Bei der Weltmeisterschaft 2019 gewann sie mit der spanischen Auswahl die Silbermedaille. Mit der spanischen Auswahl nahm sie an den Olympischen Spielen in Tokio, an der Europameisterschaft 2022 und an der Weltmeisterschaft 2023 teil. Sie stand auch für das olympische Handballturnier 2024 im spanischen Aufgebot.